# 東城麻美
東城 麻美（とうじょう あさみ、1972年8月19日 - 2007年10月12日）は、日本のボーイズラブ漫画家。
2007年に病気悪化のため死去。

## 作品リスト

### ボーイズラブ漫画
1994年
- キメイラ
- 夢想の森

1995年
- XY
- 欧華寮ウォーズ
- Sci-Fi HARRY（同著：飯田譲治）
- 共犯者達の宴

1997年
- 愛することしか知らない
- BAD BOYブルース

1998年
- 恋愛の掟
- あいつと俺

1999年
- ブラッディ・ハザード

2001年
- 恋愛ジャンキー

2003年
- 太陽に濡れて

2004年
- よい子の住む街
- 挑発〜電光石火BOYS〜

2005年
- ラブプリズム
- ONLY YOU

2007年
- X-kai-

### 小説イラスト
- BAD BOYブルース（文：朝月美姫）
- 俺たちのセカンド・シーズン―BAD BOYブルース2（文：朝月美姫）
- 萩小路青矢さまの乱（文：秋月こお）
- 青春新撰組 BARAGAKI!（文：秋月こお）
- スタイリッシュな男たち（文：峰桐皇）
- 花束をかかえた王子さま（文：桃さくら）
- 蜜のくちびる〜ミッシング・リンク〜（文：斑鳩サハラ）